# Eletroneuromiografia
Eletroneuromiografia (ENMG) é um exame neurofisiológico, utilizado no diagnóstico e prognóstico de lesões no sistema nervoso periférico (SNP). Exame que pode ser utilizado por médicos de diferentes áreas na avaliação dos componentes sensoriais e motores dos nervos e dos músculos. O ENMG é o uso combinado de eletromiografia e eletroneurografia. Essa técnica permite a medição da velocidade de condução do nervo periférico após a estimulação (eletroneurografia) juntamente com a gravação elétrica da atividade muscular (eletromiografia). O uso combinado revela-se clinicamente relevante, permitindo que tanto a fonte quanto a localização de uma doença neuromuscular específica sejam conhecidas para diagnósticos mais precisos.

## Características
A eletroneuromiografia é uma técnica que usa eletrodos de superfície e também de agulhas para obter leituras eletrofisiológicas dos nervos e dos músculos. Os principais objetivos são analisar velocidade de condução elétrica e o estado das unidades motoras. A atividade do nervo é geralmente registrada estimulando o nervo em um local e registrando em outro ponto com uma distância mínima entre os dois. A latência é uma medida da velocidade de condução ao longo do nervo, analisada a partir do tempo necessário para o potencial de percorrer a distância entre os dois pontos (o do estímulo e o de captação da atividade nervosa). A amplitude do potencial, a linha de base medida para o pico, ou de pico a pico, é uma medida do número de fibras que conduzem a resposta. A anormalidade nos dados obtidos a partir de medidas nervosas, como ausência ou baixa amplitude, indica danos potenciais no nervo. A quantificação permite elucidar o tipo de patologia (axonal, desmielinizante ou mista) e o tempo de evolução da mesma (aguda ou crônica). 
Esta técnica é usada hoje em muitos campos médicos. Um exemplo de seu uso é detectar neuropatia por doenças como diabetes mellitus. Também pode ser usado para detectar fraqueza muscular ou paralisia devido a sepse ou falência multiorgânica em pacientes comatosos. Este método continua a ser uma técnica médica em grande parte devido à sua eficiência e simplicidade relativa. É especialmente atraente devido à falta de precauções especiais ou preparação envolvida com este procedimento. Existe uma dor mínima e nenhum risco significativo, exceto aqueles associados ao uso de agulhas.

## Procedimento

Animação de propagação de potencial de ação

Durante o estudo da condução nervosa breves choques elétricos são aplicados em locais específicos no membro superior ou inferior para determinar como os nervos estão conduzindo a corrente elétrica e conseqüentemente em que condições eles se apresentam. O choque elétrico é tolerável e seguro, e a resposta é obtida através de eletrodos colados sobre a pele.
A segunda parte do exame é a eletromiografia, um procedimento que utiliza um eletrodo de agulha, para testar a atividade muscular para identificar se houve algum dano a ele em conseqüência do problema do nervo ou se a doença envolve o próprio músculo. Geralmente 4 a 6 músculos são estudados por extremidade. O registro é realizado quando o músculo está em repouso e quando está contraindo; A fase da contração é realizada a partir de movimentos específicos orientados pelo médico.
O procedimento dura entre 30-60 minutos (2-5 minutos por músculo). Potenciais auto-gerados também ocorrem naturalmente para a gravação, além do "choque" artificial. Avaliar a velocidade de condução de um nervo, juntamente com os potenciais de teste, permite um diagnóstico benéfico que pode detectar problemas de dor e sensoriais no nível neuromuscular.

## História
A técnica de eletroneuromiografia foi praticada pela primeira vez no final da década de 1970 pela Academia Americana de Prática Geral. O uso desta técnica melhora a capacidade de diagnóstico definindo e localizando o site alvo. Em 1978, Milton B. Spiegel, médico investigador do Instituto de Reabilitação do Sul da Flórida, escreveu um dos primeiros artigos acadêmicos sobre os usos e os benefícios da eletroneuromiografia. Foi neste artigo que o Dr. Spiegel sugeriu que a pré-análise da amplitude de movimento e dos reflexos dos pacientes eliminaria o tempo e a exploração dos entraves dos nervos durante o procedimento eletroneuromiográfico.
No início da década de 1980, a prática da utilização de eletroneuromiografia tornou-se mais amplamente aceita na comunidade médica, auxiliando especificamente nos diagnósticos de neuropatia, radiculopatia e axonopatia. Quanto ao uso mais recente, a eletroneuromiografia tem sido empregada ao longo do século 21, auxiliando no diagnóstico da síndrome do túnel do carpo, níveis anormais de glicose e muitas outras miopatias. Este procedimento agora analisa a condução nervosa e os potenciais musculares através do uso de estudos H-Reflex e F-Wave. Combinado com um pré-exame, a eletroneuromiografia é utilizada para detectar anormalidades neuromusculares.

## Aplicação moderna

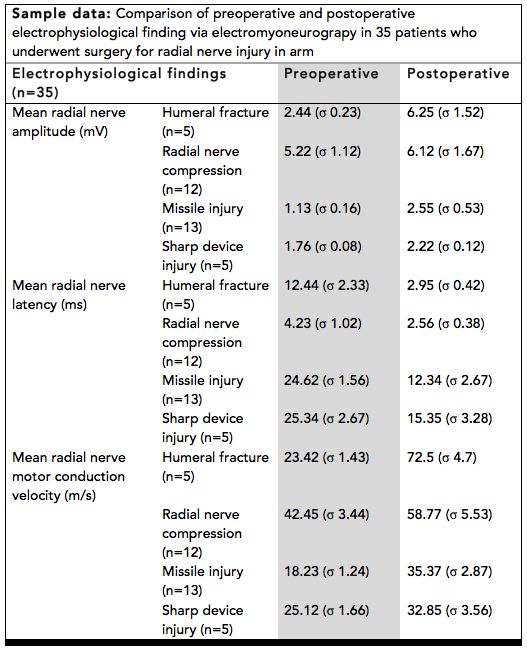
Esta é uma tabela de dados de amostra que mostra os dados obtidos da aparência de eletroneuromiografia. Os achados são medidos na forma de amplitude (mV), latência (ms) e velocidade (m/s) do nervo radial lesionado, antes e após a cirurgia.

A eletroneuromiografia tem uma variedade de aplicações modernas. O alto nível de sensibilidade que a eletroneuromiografia emprega torna ideal para detectar danos nos nervos periféricos, bem como uma variedade de miopatias em seus estágios iniciais. Esta técnica de obtenção de dados eletrofisiológicos tem sido capaz de aumentar as capacidades de diagnóstico quando se observam distúrbios de neuropatia periférica como radiculopatia e axonopatia além de miopatias, como distrofia muscular, miotonia e miastenia grave. A eletroneuromiografia foi a principal técnica utilizada em um estudo para detectar a polineuropatia diabética, uma condição grave que é de natureza progressiva.
A eletroneuromiografia também pode ser usada para medir a recuperação do paciente a partir de procedimentos cirúrgicos, como o reparo do nervo. Um estudo realizado em pacientes com lesões do nervo proximal usou o procedimento para indicar o grau de lesão nervosa pré e pós-operatória. Neste estudo particular, a eletroneuromiografia foi o método preferido de medição da recuperação, escolhido em imagens de ressonância magnética (MRI) e tomografia computadorizada (TC). Ao olhar para a tabela de dados da amostra, pode-se ver que os pacientes pós-operatórios geralmente vêem um aumento na amplitude média do nervo radial, uma diminuição da latência do nervo radial médio e aumentos na velocidade de condução do motor nervoso. Esses resultados são todas tendências gerais que seriam esperadas quando operavam em nervos danificados no esforço para aumentar seu desempenho.
A combinação única de gravação de eletroneuromiografia em músculo e nervo normalmente resulta em um nível mais alto de habilidade diagnóstica no campo da medicina. Esta utilidade aumentada geralmente resulta em uma menor demanda por mais técnicas de invasão para aquisição de dados eletrofisiológicos, como a mielografia, um procedimento em que as complicações não são incomuns e a quantidade de atenção necessária para o pós-operatório está mais envolvida.

## Condições diagnosticadas com eletroneuromiografia
A eletroneuromiografia revelou-se particularmente útil no diagnóstico das seguintes condições neuromusculares, embora não seja uma lista exaustiva:
| I. a Miopatia (doença ou perturbação de músculo estriado fibras ou de membrana celular)                                                                        | II. Neuropatia (doença ou distúrbio do neurônio motor inferior) |
| --- | --- |
| Primário (fibra muscular): a distrofia muscular A distrofia muscular de Duchenne A distrofia muscular facioscapulohumeral Distrofia muscular do membro-cintura | Mielopatia (lesão envolvendo neurônio motor no corno anterior da medula espinhal) Atrofia muscular espinhal Atrofia muscular progressiva Poliomielite Esclerose lateral amiotrófica Doença de Charcot-Marie-Tooth |
| Hiper-irritabilidade da membrana celular (atribuída à hiperatividade das células do fuso) Distrofia miotônica Miotonia congenita Paramiotonia congenita        | Radiculopatia (lesão envolvendo a raiz do nervo) Hérnia de disco espinhal Estenose espinhal A síndrome de Guillain-Barré                                                                                          |
| Miastenia Miastenia grave Síndrome miastênica de Lambert-Eaton Hipocaliemia Doença de armazenamento de glicogênio tipo V Síndrome de Cushing                   | Axonopatia (doença ou dano ao axônio ou nervo periférico) Síndrome do túnel carpal Neuropatia radial Meralgia parestésica Hipotiroidismo                                                                          |

## Resultados esperados do teste
A agulha normalmente está ligada a um dispositivo de gravação conhecido como um eletromiógrafo. Os resultados mostram a aparência do potencial de ação de unidade motora. As alterações do potenciais de unidade motora e do seu padrão de recrutamento, bem como a presença de potenciais anormais, podem ser usados para diagnosticar muitas doenças. Se a atividade muscular em repouso for anormal, isso pode indicar lesão nervosa, radiculopatia ou degeneração do nervo motor. A amplitude ou a duração dos potenciais também podem ser usadas para coletar informações. Uma diminuição de amplitude ou duração dos potenciais  pode indicar danos nos nervos devido a doenças neuromusculares, ao passo que um aumento nestes parâmetros demonstra reinervação ou reparo por novas conexões nervosas aos músculos.